# Michel Prieur (numismate)
 (octobre 2011).
Si vous disposez d'ouvrages ou d'articles de référence ou si vous connaissez des sites web de qualité traitant du thème abordé ici, merci de compléter l'article en donnant les références utiles à sa vérifiabilité et en les liant à la section « Notes et références ».
Pour les articles homonymes, voir Michel Prieur (juriste) et Prieur (homonymie).
Michel Prieur est un numismate français, né à Neuilly-sur-Seine (Hauts-de-Seine) le 2 septembre 1955 et mort à Dourdan le 18 mars 2014,.

## Parcours
Après une enfance et une jeunesse passée en Afrique, puis au Moyen-Orient, où il a suivi, avec sa mère, son frère et sa sœur, son père professeur expatrié, Michel Prieur revient en France au moment d'entrée au lycée (établissement Hoche à Versailles). Le baccalauréat en poche, il se lance sur le marché du travail et dirige ses premières sociétés de vente de monnaies. La Compagnie Générale de Bourse est fondée en 1988.
Alors que les monnaies modernes ne connaissaient qu'un seul ouvrage de référence actualisé tous les deux ans et présentant des cotations de références, Michel Prieur est à l'origine, au milieu des années 1990, de la série d'ouvrages Le FRANC, dont la 10e édition sortie en 2014 constitue, comme les précédentes, un ouvrage de référence pour les collectionneurs de monnaies modernes (post-révolutionnaires).
Outre la numismatique moderne, Michel Prieur, autodidacte et très attaché à sa jeunesse passée au Moyen Orient, et en particulier au Liban, est un spécialiste des monnaies syro-phéniciennes. Il est l'auteur du corpus  A Type Corpus of the Syro-Phoenician Tetradrachms and their Fractions from 57 BC to AD 253 (publié en 2000). Il est également un spécialiste de l'Histoire antique.
Michel Prieur est enfin membre fondateur des deux associations numismatiques Les Amis du franc et Les Amis de l'euro, et a animé jusqu'à son décès un journal mensuel gratuit à télécharger au format pdf, Le Bulletin Numismatique dans lequel il expose ses réflexions, trouvailles et autres analyses scientifiques.

## Ouvrages parus aux éditions Les Chevau-Légers
- Le FRANC (9e édition), 2011
- Monnaies féodales (2e édition), 2010, avec Arnaud Clairand
- Les Monnaies royales françaises 987-1793, 2009, avec Arnaud Clairand
- Aureliani de Lyon : Monnaies romaines, 2008, avec Nicolas Parisot
- Bustes des rois et des reines de France sur les jetons de l'Ancien Régime, 2008, avec Olivier Guéant
- Trésors. Mythes et Réalités, 2005, avec Arnaud Clairand, Stéphane Desrousseaux, Samuel Gouet et Laurent Schmitt
- Les Monnaies romaines, 2004, avec Laurent Schmitt